# Colonești (okręg Bacău)
Colonești – wieś w Rumunii, w okręgu Bacău, w gminie Colonești. W 2011 roku liczyła 619 mieszkańców.